# Kováčová (Košice)
Kováčová (in ungherese Kiskovácsvágása) è un comune della Slovacchia facente parte del distretto di Rožňava, nella regione di Košice.